# Plans Within Plans
Plans Within Plans одинадцятий студійний альбом американського панк-рок гурту MxPx, виданий 3 квітня 2012. Альбом видано на власному лейблі Rock City та у Японії (Bullion Records), Європі/Великій Британії (Flix Records) та Австралії/Новій Зеландії (El Shaddai Records). Plans Within Plans був записаний та спродюсований виключно самим гуртом.

## Роз'яснення назви альбому
Вокаліст/басист Майк Еррера прокоментував назву альбому:
|  | «Я довго ламав голову над заголовком цього альбому. Я записував цей альбом між турами та бронюванням турів, студійними сесіями та намагаючись прожити дещо нормальне життя. Життя на цьому шляху. Plans Within Plans був єдиним способом, яким я міг описати весь хаос, який відбувався за сценою, щоб разом зібрати цю колекцію абсолютно нових пісень разом. Я був і до цих пір буквально летів з рейок, намагаючись жонглювати усією роботою, яку потрібно зробити, щоб тримати цей корабель на плаву. Я капітан, що тоне разом із кораблем… але, можливо, ми доберемося до суші, перш ніж ми всі потонемо.» Оригінальний текст (англ.) [«I struggled with this album title for a long time. I had been recording this album between tours and booking tours, studio sessions, and trying to live somewhat of a normal life. Life got in the way of that. Plans Within Plans was the only way I could describe all the mayhem that was going on behind the scenes of putting this collection of brand new songs together. I was and still am literally flying off the rails trying to juggle all the jobs that need doing to keep this ship afloat. I'm the captain going down with the ship...but just maybe we'll make to land before we all drown.»] Помилка: [undefined] Помилка: {{Lang}}: немає тексту (допомога): текст вже має курсивний шрифт (допомога) |

## Список композицій
Автор музики і слів Майк Еррера. 
| #     | Назва                    | Тривалість |
| ----- | ------------------------ | ---------- |
| 1.    | «Aces Up»                | 2:27       |
| 2.    | «Screw Loose»            | 1:07       |
| 3.    | «Nothing Left»           | 2:50       |
| 4.    | «The Times»              | 2:55       |
| 5.    | «In the Past»            | 2:29       |
| 6.    | «Best of Times»          | 3:27       |
| 7.    | «Stay On Your Feet»      | 3:11       |
| 8.    | «Lucky Guy»              | 2:46       |
| 9.    | «Far Away»               | 3:04       |
| 10.   | «Cast Down My Heart»     | 2:11       |
| 11.   | «When It Comes to You»   | 3:19       |
| 12.   | «Inside Out»             | 2:52       |
| 13.   | «Nothing's Gonna Change» | 2:40       |
| 35:18 |                          |            |

## Учасники запису
- Майк Еррера — бас-гітара, вокал
- Том Висневський — гітара, бек-вокал
- Юрій Рулі — ударні, перкусія